# Bácsszentiván
Bácsszentiván (szerbül Пригревица / Prigrevica, németül Sonnhofen vagy Priglewitz) település Szerbiában, a Vajdaságban, a Nyugat-bácskai körzetben, az apatini községben.

## Története
1945-ig szinte kizárólag német település volt. A második világháború után azonban kitelepítették őket és helyükbe szerbeket telepítettek be. A Keresztelő Szent János tiszteletére szentelt német templom ma romos állapotban áll, ugyanis az 1990-es évek elején felgyújtották, majd ugyanaz év decemberében ismeretlen tettesek felrobbantották. Az egyház a menekíthető értékeket a bácskertesi templomba vitte át.

## Népesség

### Demográfiai változások
| 1948 | 1953 | 1961 | 1971 | 1981 | 1991 | 2002 | 2011 |
| ---- | ---- | ---- | ---- | ---- | ---- | ---- | ---- |
| 5219 | 5480 | 5449 | 5033 | 5026 | 4842 | 4781 | 3964 |